# 三木研次
三木 研次（みき けんじ）は、日本のゲームクリエイター、任天堂企画開発本部所属、ソフト品質管理部長。マリオクラブ株式会社取締役社長。
主に海外作品や外注作品を担当した。

## 主な作品

### FC
- アイスクライマー 85.01.30 ディレクター
- マリオオープンゴルフ 91.09.20 ディレクター/コースデザイナー
- ワリオの森 94.02.19 ディレクター/プロデューサー

### FCD
- ゴルフJAPANコース 87.02.21 ディレクター/コースデザイナー
- ゴルフUSAコース 87.06.14 ディレクター/コースデザイナー

### N64
- ブラストドーザー 97.03.21 プロデューサー
- ゴールデンアイ 007 97.08.23 プロデューサー
- ポケモンスタジアム 98.08.01 プロデューサー
- マリオパーティ 98.12.18 スーパーバイザー
- ニンテンドウオールスター!大乱闘スマッシュブラザーズ 99.01.21 プロデューサー
- ポケモンスナップ 99.03.21 プロデューサー
- ポケモンスタジアム2 99.04.30 プロデューサー
- スターツインズ 99.12.01  ローカライズ
- 星のカービィ64 00.03.24 プロデューサー
- 糸井重里のバス釣りNo.1決定版! 00.03.31 プロデューサー
- マリオストーリー 00.08.11 プロデューサー
- パーフェクトダーク 00.10.21 ローカライズ
- ポケモンスタジアム金銀 00.12.14 プロデューサー

### GBC
- マリオゴルフGB 99.08.10 スーパーバイザー
- とっとこハム太郎2 ハムちゃんず大集合でちゅ 01.04.21 プロデューサー

### GBA
- マリオカートアドバンス 01.07.21 プロデューサー
- マジカルバケーション 01.12.07 プロデューサー
- とっとこハム太郎3 ラブラブ大冒険でちゅ 02.05.31 プロデューサー
- カスタムロボGX 02.07.26 プロデューサー
- ミッキーとミニーのマジカルクエスト 02.08.09 プロデューサー
- とっとこハム太郎4 にじいろ大行進でちゅ 03.05.23 プロデューサー
- 星のカービィ鏡の大迷宮 04.04.15 プロデューサー

### GC
- ウェーブレース ブルーストーム 01.09.14 アソシエートプロデューサー
- 大乱闘スマッシュブラザーズDX 01.11.21 プロデューサー
- 動物番長 02.02.22  サポート
- 巨人のドシン 02.03.14 プロデューサー
- ミッキーマウスの不思議な鏡 02.08.09 プロデューサー
- スターフォックスアドベンチャー 02.09.27 プロジェクトマネージャー
- エターナルダークネス 02.10.25 プロデューサー
- メトロイドプライム 03.02.28 プロデューサー
- ギフトピア 03.04.25 プロジェクトマネージャー
- ポケモンボックス ルビー&サファイア 03.05.30 プロデューサー
- ポケモンチャンネル 〜ピカチュウといっしょ!〜 03.07.18 ゼネラルプロデューサー
- F-ZERO GX 03.07.25 プロジェクトマネージャー
- ポケモンコロシアム 03.11.21  プロデューサー
- テン・エイティ シルバーストーム04.01.22  アソシエートプロデューサー
- カスタムロボ バトルレボリューション 04.03.04  プロジェクトマネージャー
- メタルギアソリッド ザ・ツインスネークス 04.03.11  プロジェクトコーディネーター
- ペーパーマリオRPG 04.7.22  プロジェクトマネージャー
- メトロイドプライム2 ダークエコーズ 05.05.26 プロデューサー（田邊賢輔と共同）

### Wii
- Wii Sports Resort 09.06.25 オリジナルゴルフコースデザイン